# سكايتراكس
سكايتراكس (بالإنجليزية: Skytrax): شركة متخصصة بتصنيف خطوط الطيران حيث تصنف درجة وتقييم درجة الخطوط الجوية وتمنح تصنيفات مناسبة لوضع الخطوط الجوية من تصنيف مكون من خمس نجمات أو أقل من ذلك. ومقر الشركة يقع في المملكة المتحدة.

## شركة طيران العام
| السنة | الأولى                        | الثانية                           | الثالثة                       |
| ----- | ----------------------------- | --------------------------------- | ----------------------------- |
| 2001  | طيران الإمارات                | الخطوط الجوية السنغافورية         | كاثي باسيفيك                  |
| 2002  | طيران الإمارات                | كاثي باسيفيك                      | الخطوط الجوية السنغافورية     |
| 2003  | كاثي باسيفيك                  | طيران الإمارات                    | الخطوط الجوية السنغافورية     |
| 2004  | الخطوط الجوية السنغافورية     | طيران الإمارات                    | كاثي باسيفيك                  |
| 2005  | كاثي باسيفيك                  | كانتاس                            | طيران الإمارات                |
| 2006  | الخطوط الجوية البريطانية      | كانتاس                            | كاثي باسيفيك                  |
| 2007  | الخطوط الجوية السنغافورية     | الخطوط الجوية الدولية التايلاندية | كاثي باسيفيك                  |
| 2008  | الخطوط الجوية السنغافورية     | كاثي باسيفيك                      | كانتاس                        |
| 2009  | كاثي باسيفيك                  | الخطوط الجوية السنغافورية         | خطوط آسيانا الجوية            |
| 2010  | خطوط آسيانا الجوية            | الخطوط الجوية السنغافورية         | الخطوط الجوية القطرية         |
| 2011  | الخطوط الجوية القطرية         | الخطوط الجوية السنغافورية         | خطوط آسيانا الجوية            |
| 2012  | الخطوط الجوية القطرية         | خطوط آسيانا الجوية                | الخطوط الجوية السنغافورية     |
| 2013  | طيران الإمارات                | الخطوط الجوية القطرية             | الخطوط الجوية السنغافورية     |
| 2014  | كاثي باسيفيك                  | الخطوط الجوية القطرية             | الخطوط الجوية السنغافورية     |
| 2015  | الخطوط الجوية القطرية         | الخطوط الجوية السنغافورية         | كاثي باسيفيك                  |
| 2016  | طيران الإمارات                | الخطوط الجوية القطرية             | الخطوط الجوية السنغافورية     |
| 2017  | الخطوط الجوية القطرية         | الخطوط الجوية السنغافورية         | خطوط كل اليابان الجوية        |
| 2018  | الخطوط الجوية السنغافورية     | الخطوط الجوية القطرية             | خطوط كل اليابان الجوية        |
| 2019  | الخطوط الجوية القطرية         | الخطوط الجوية السنغافورية         | خطوط كل اليابان الجوية        |
| 2020  | ألغيت بسبب جائحة فيروس كورونا | ألغيت بسبب جائحة فيروس كورونا     | ألغيت بسبب جائحة فيروس كورونا |
| 2021  | الخطوط الجوية القطرية         | الخطوط الجوية السنغافورية         | خطوط كل اليابان الجوية        |
| 2022  | الخطوط الجوية القطرية         | الخطوط الجوية السنغافورية         | الإمارات                      |
| 2023  | الخطوط الجوية السنغافورية     | الخطوط الجوية القطرية             | خطوط كل اليابان الجوية        |

## مطار العام
| السنة | الأولى                | الثانية                  | الثالثة                  |
| ----- | --------------------- | ------------------------ | ------------------------ |
| 1999  | مطار سخيبول أمستردام  | لا يوجد                  | لا يوجد                  |
| 2000  | مطار شانغي سنغافورة   | لا يوجد                  | لا يوجد                  |
| 2001  | مطار هونغ كونغ الدولي | مطار كوالالمبور الدولي   | مطار شانغي سنغافورة      |
| 2002  | مطار هونغ كونغ الدولي | مطار شانغي سنغافورة      | مطار سيدني               |
| 2003  | مطار هونغ كونغ الدولي | مطار شانغي سنغافورة      | مطار دبي الدولي          |
| 2004  | مطار هونغ كونغ الدولي | مطار شانغي سنغافورة      | مطار سخيبول أمستردام     |
| 2005  | مطار هونغ كونغ الدولي | مطار شانغي سنغافورة      | مطار إنتشون الدولي       |
| 2006  | مطار شانغي سنغافورة   | مطار هونغ كونغ الدولي    | مطار ميونخ الدولي        |
| 2007  | مطار هونغ كونغ الدولي | مطار إنتشون الدولي       | مطار شانغي سنغافورة      |
| 2008  | مطار هونغ كونغ الدولي | مطار شانغي سنغافورة      | مطار إنتشون الدولي       |
| 2009  | مطار إنتشون الدولي    | مطار هونغ كونغ الدولي    | مطار شانغي سنغافورة      |
| 2010  | مطار شانغي سنغافورة   | مطار إنتشون الدولي       | مطار هونغ كونغ الدولي    |
| 2011  | مطار هونغ كونغ الدولي | مطار شانغي سنغافورة      | مطار إنتشون الدولي       |
| 2012  | مطار إنتشون الدولي    | مطار شانغي سنغافورة      | مطار هونغ كونغ الدولي    |
| 2013  | مطار شانغي سنغافورة   | مطار إنتشون الدولي       | مطار سخيبول أمستردام     |
| 2014  | مطار شانغي سنغافورة   | مطار إنتشون الدولي       | مطار ميونخ الدولي        |
| 2015  | مطار شانغي سنغافورة   | مطار إنتشون الدولي       | مطار ميونخ الدولي        |
| 2016  | مطار شانغي سنغافورة   | مطار إنتشون الدولي       | مطار ميونخ الدولي        |
| 2017  | مطار شانغي سنغافورة   | مطار طوكيو هانيدا الدولي | مطار إنتشون الدولي       |
| 2018  | مطار شانغي سنغافورة   | مطار إنتشون الدولي       | مطار طوكيو هانيدا الدولي |
| 2019  | مطار شانغي سنغافورة   | مطار طوكيو هانيدا الدولي | مطار إنتشون الدولي       |
| 2020  | مطار شانغي سنغافورة   | مطار طوكيو هانيدا الدولي | مطار حمد الدولي          |
| 2021  | مطار حمد الدولي       | مطار طوكيو هانيدا الدولي | مطار شانغي سنغافورة      |
| 2022  | مطار حمد الدولي       | مطار طوكيو هانيدا الدولي | مطار شانغي سنغافورة      |
| 2023  | مطار شانغي سنغافورة   | مطار حمد الدولي          | مطار طوكيو هانيدا الدولي |

## تصنيف شركات الطيران

### شركات الخمس نجوم
المصدر:
| شركة الطيران              | التحالف         | الفترة                     |
| ------------------------- | --------------- | -------------------------- |
| خطوط كل اليابان الجوية    | تحالف ستار      | 2013–الآن                  |
| خطوط آسيانا الجوية        | تحالف ستار      | 2007–الآن                  |
| كاثي باسيفيك              | تحالف عالم واحد | 2001–2002، 2004، 2006–الآن |
| إيفا للطيران              | تحالف ستار      | 2016–الآن                  |
| غارودا إندونيسيا          | سكاي تيم        | 2014–الآن                  |
| خطوط هاينان الجوية        | لا شىء          | 2010–الآن                  |
| الخطوط الجوية اليابانية   | تحالف عالم واحد | 2018–الآن                  |
| كوريا للطيران             | سكاي تيم        | 2020–الآن                  |
| الخطوط الجوية القطرية     | تحالف عالم واحد | 2006–الآن                  |
| الخطوط الجوية السنغافورية | تحالف ستار      | 2001–2002، 2004، 2006–الآن |

#### شركات الخمس نجوم السابقة
| الشركة                   | التحالف         | الفترة          |
| ------------------------ | --------------- | --------------- |
| Ansett Australia         | تحالف ستار      | 2001–2002       |
| الخطوط الجوية البريطانية | تحالف عالم واحد | 2001            |
| طيران الإمارات           | لا شىء          | 2001            |
| الاتحاد للطيران          | لا شىء          | 2016–2019       |
| خطوط كينغ فيشر الجوية    | لا شىء          | 2008–2010       |
| لوفتهانزا                | تحالف ستار      | 2017–2022       |
| الخطوط الجوية الماليزية  | تحالف عالم واحد | 2001، 2005–2013 |

### أفضل خدمات في المطارات لشركات الطيران
| السنة | الأول                         | الثاني                        | الثالث                            |
| ----- | ----------------------------- | ----------------------------- | --------------------------------- |
| 2013  | خطوط كل اليابان الجوية        | خطوط آسيانا الجوية            | كوريا للطيران                     |
| 2014  | خطوط كل اليابان الجوية        | إيفا للطيران                  | الخطوط الجوية الدولية التايلاندية |
| 2015  | خطوط كل اليابان الجوية        | إيفا للطيران                  | غارودا إندونيسيا                  |
| 2016  | خطوط كل اليابان الجوية        | إيفا للطيران                  | الخطوط الجوية الدولية التايلاندية |
| 2017  | خطوط كل اليابان الجوية        | إيفا للطيران                  | الخطوط الجوية الدولية التايلاندية |
| 2018  | إيفا للطيران                  | خطوط كل اليابان الجوية        | كاثي باسيفيك                      |
| 2020  | ألغيت بسبب جائحة فيروس كورونا | ألغيت بسبب جائحة فيروس كورونا | ألغيت بسبب جائحة فيروس كورونا     |
| 2021  | ألغيت بسبب جائحة فيروس كورونا | ألغيت بسبب جائحة فيروس كورونا | ألغيت بسبب جائحة فيروس كورونا     |
| 2022  | خطوط كل اليابان الجوية        | الخطوط الجوية السنغافورية     | الخطوط الجوية اليابانية           |

### أفضل نظام ترفيه على الطائرة
| السنة | الأول                         | الثاني                        | الثالث                        |
| ----- | ----------------------------- | ----------------------------- | ----------------------------- |
| 2013  | الإمارات                      | الخطوط الجوية السنغافورية     | كاثي باسيفيك                  |
| 2014  | الإمارات                      | الخطوط الجوية السنغافورية     | الخطوط الجوية التركية         |
| 2015  | الإمارات                      | الخطوط الجوية القطرية         | الخطوط الجوية السنغافورية     |
| 2016  | الإمارات                      | الخطوط الجوية السنغافورية     | الخطوط الجوية القطرية         |
| 2017  | الإمارات                      | الخطوط الجوية القطرية         | الخطوط الجوية السنغافورية     |
| 2018  | الإمارات                      | الخطوط الجوية السنغافورية     | الخطوط الجوية القطرية         |
| 2019  | الإمارات                      | الخطوط الجوية القطرية         | الخطوط الجوية السنغافورية     |
| 2020  | ألغيت بسبب جائحة فيروس كورونا | ألغيت بسبب جائحة فيروس كورونا | ألغيت بسبب جائحة فيروس كورونا |
| 2021  | ألغيت بسبب جائحة فيروس كورونا | ألغيت بسبب جائحة فيروس كورونا | ألغيت بسبب جائحة فيروس كورونا |
| 2022  | الإمارات                      | الخطوط الجوية المتحدة         | الخطوط الجوية القطرية         |

### أنظف مقصورات الطائرات
| Year | الأول                         | الثاني                        | الثالث                        |
| ---- | ----------------------------- | ----------------------------- | ----------------------------- |
| 2013 | خطوط كل اليابان الجوية        | خطوط آسيانا                   | كوريا للطيران                 |
| 2014 | خطوط آسيانا                   | خطوط كل اليابان الجوية        | الخطوط الجوية السنغافورية     |
| 2015 | إيفا للطيران                  | الخطوط الجوية السنغافورية     | خطوط كل اليابان الجوية        |
| 2016 | كاثي باسيفيك                  | إيفا للطيران                  | خطوط كل اليابان الجوية        |
| 2017 | إيفا للطيران                  | خطوط كل اليابان الجوية        | الخطوط اليابانية              |
| 2018 | خطوط كل اليابان الجوية        | إيفا للطيران                  | خطوط آسيانا                   |
| 2019 | إيفا للطيران                  | الخطوط اليابانية              | خطوط كل اليابان الجوية        |
| 2020 | الخطوط الجوية السنغافورية     | خطوط آسيانا                   | خطوط كل اليابان الجوية        |
| 2021 | ألغيت بسبب جائحة فيروس كورونا | ألغيت بسبب جائحة فيروس كورونا | ألغيت بسبب جائحة فيروس كورونا |
| 2022 | خطوط كل اليابان الجوية        | الخطوط الجوية السنغافورية     | الخطوط الجوية اليابانية       |

### أفضل شركة طيران إقليمية
| السنة | الأول                         | الثاني                        | الثالث                        |
| ----- | ----------------------------- | ----------------------------- | ----------------------------- |
| 2013  | كاتاي دراغون                  | طيران إيجيان                  | طيران بانكوك                  |
| 2014  | طيران بانكوك                  | كاتاي دراغون                  | طيران إيجيان                  |
| 2015  | كاتاي دراغون                  | طيران بانكوك                  | طيران إيجيان                  |
| 2016  | طيران بانكوك                  | كاتاي دراغون                  | خطوط هونغ كونغ الجوية         |
| 2017  | طيران بانكوك                  | خطوط هونغ كونغ الجوية         | كاتاي دراغون                  |
| 2018  | طيران بانكوك                  | كاتاي دراغون                  | خطوط آلاسكا الجوية            |
| 2019  | طيران بانكوك                  | كاتاي دراغون                  | خطوط جيت بلو الجوية           |
| 2020  | ألغيت بسبب جائحة فيروس كورونا | ألغيت بسبب جائحة فيروس كورونا | ألغيت بسبب جائحة فيروس كورونا |
| 2021  | ألغيت بسبب جائحة فيروس كورونا | ألغيت بسبب جائحة فيروس كورونا | ألغيت بسبب جائحة فيروس كورونا |
| 2022  | طيران بانكوك                  | طيران إيجيان                  | ويست جت إيرلاينز ‏             |

### أفضل تحالف طيران
| السنة | الأول                         | الثاني                        | الثالث                        |
| ----- | ----------------------------- | ----------------------------- | ----------------------------- |
| 2013  | تحالف عالم واحد               | تحالف ستار                    | سكاي تيم                      |
| 2014  | تحالف عالم واحد               | تحالف ستار                    | سكاي تيم                      |
| 2015  | تحالف عالم واحد               | تحالف ستار                    | سكاي تيم                      |
| 2016  | تحالف ستار                    | تحالف عالم واحد               | سكاي تيم                      |
| 2017  | تحالف ستار                    | تحالف عالم واحد               | سكاي تيم                      |
| 2018  | تحالف ستار                    | تحالف عالم واحد               | سكاي تيم                      |
| 2019  | تحالف ستار                    | تحالف عالم واحد               | سكاي تيم                      |
| 2020  | ألغيت بسبب جائحة فيروس كورونا | ألغيت بسبب جائحة فيروس كورونا | ألغيت بسبب جائحة فيروس كورونا |
| 2021  | تحالف عالم واحد               | تحالف ستار                    | سكاي تيم                      |
| 2022  | تحالف ستار                    | سكاي تيم                      | تحالف عالم واحد               |

## تصنيفات المطارات

### المطارات الخمس النجوم
المصدر:
| الدولة           | المطار                                             |
| ---------------- | -------------------------------------------------- |
| أذربيجان         | مطار حيدر علييف الدولي، باكو                       |
| البحرين          | مطار البحرين الدولي، المنامة                       |
| الصين            | مطار جينغديو الجديد، تشنغدو                        |
| الصين            | مطار هايكو ميلان الدولي، هايكو                     |
| الصين            | مطار شانغهاي هونغكياو الدولي، شانغهاي              |
| الصين            | مطار شينزين باوان الدولي، شنجن                     |
| الإكوادور        | مطار ماريسكال سوكري الدولي، كيتو                   |
| ألمانيا          | مطار ميونخ الدولي، ميونخ                           |
| هونغ كونغ        | مطار هونغ كونغ الدولي، هونغ كونغ                   |
| إيطاليا          | مطار ليوناردو دا فينشي، روما                       |
| اليابان          | مطار تشوبو سنتراير الدولي، ناغويا                  |
| اليابان          | مطار طوكيو هانيدا الدولي، طوكيو                    |
| عمان             | مطار صلالة، صلالة                                  |
| قطر              | مطار حمد الدولي، الدوحة                            |
| روسيا            | Platov International Airport، روستوف على نهر الدون |
| سنغافورة         | مطار شانغي سنغافورة، سنغافورة                      |
| كوريا الجنوبية   | مطار إنتشون الدولي، سول                            |
| تركيا            | مطار إسطنبول الدولي، إسطنبول                       |
| الولايات المتحدة | William P. Hobby Airport، هيوستن                   |

### أفضل المطارات
| الرتبة (2022) | المطار                   | الرتبة (2021) | الرتبة (2020) |
| ------------- | ------------------------ | ------------- | ------------- |
| 1             | مطار حمد الدولي          | 1             | 3             |
| 2             | مطار طوكيو هانيدا الدولي | 2             | 2             |
| 3             | مطار شانغي سنغافورة      | 3             | 1             |
| 4             | مطار ناريتا الدولي       | 5             | 7             |
| 5             | مطار إنتشون الدولي       | 4             | 4             |
| 6             | مطار باريس شارل ديغول    | 15            | 20            |
| 7             | مطار ميونخ الدولي        | 6             | 5             |
| 8             | مطار إسطنبول الدولي      | 17            | لا شىء        |
| 9             | مطار زيورخ الدولي        | 7             | 11            |
| 10            | مطار كانساي الدولي       | 9             | 10            |

### أنظف المطارات
| الرتبة (2022) | المطار                    | الرتبة (2020) |
| ------------- | ------------------------- | ------------- |
| 1             | مطار طوكيو هانيدا الدولي  | 1             |
| 2             | مطار شانغي سنغافورة       | 3             |
| 3             | مطار حمد الدولي           | 6             |
| 4             | مطار إنتشون الدولي        | 4             |
| 5             | مطار ناريتا الدولي        | 5             |
| 6             | مطار كانساي الدولي        | 9             |
| 7             | مطار تشوبو سنتراير الدولي | 2             |
| 8             | مطار هونغ كونغ الدولي     | 7             |
| 9             | مطار زيورخ الدولي         | 10            |
| 10            | مطار ليوناردو دا فينشي    | لا شىء        |

أضافت سكايتراكس جائزة مكافحة جائحة فيروس كورونا للمطارات في عام 2020.

### أفضل صالات المطارات
| الرتبة (2020) | صالة المطار                             | الرتبة (2019) |
| ------------- | --------------------------------------- | ------------- |
| 1             | مطار إنتشون الدولي صالة 2               | —             |
| 2             | مطار شانغي سنغافورة صالة 3              | 2             |
| 3             | مطار لندن هيثرو صالة 2                  | 4             |
| 4             | مطار باريس شارل ديغول صالة 2M           | —             |
| 5             | مطار لندن هيثرو صالة 5                  | 1             |
| 6             | مطار ميونخ الدولي صالة 2                | 3             |
| 7             | مطار شانغي سنغافورة صالة 4              | 6             |
| 8             | مطار طوكيو هانيدا الدولي الصالة الدولية | 7             |
| 9             | مطار قوانغتشو باييون الدولي صالة 2      | 9             |
| 10            | مطار مدريد باراخاس الدولي صالة 4        | 9             |

### أفضل مطارات التوقف
| الرتبة (2020) | المطار                   | الرتبة (2019) |
| ------------- | ------------------------ | ------------- |
| 1             | مطار إنتشون الدولي       | 1             |
| 2             | مطار شانغي سنغافورة      | 2             |
| 3             | مطار حمد الدولي          | 5             |
| 4             | مطار طوكيو هانيدا الدولي | 4             |
| 5             | مطار ناريتا الدولي       | 7             |
| 6             | مطار هونغ كونغ الدولي    | 3             |
| 7             | مطار سخيبول أمستردام     | 10            |
| 8             | مطار ميونخ الدولي        | 6             |
| 9             | مطار زيورخ الدولي        | 9             |
| 10            | مطار فرانكفورت           | 8             |

## روابط خارجية
- الموقع الرسمي